# Live Vengeance '82
Live Vengeance '82 is een live-dvd van de Britse heavymetalband Judas Priest, opgenomen op 12 december 1982 in Mid-South Coliseum in Memphis, Tennessee (VS) en uitgebracht in 2006. Tijdens The Screaming Tour zou het een van de laatste keren zijn dat ze The Sinner live speelde.

## Tracklisting
1. The Hellion / Electric Eye
2. Riding On The Wind
3. Heading Out To The Highway
4. Metal Gods
5. Bloodstone
6. Breaking The Law
7. The Sinner
8. Desert Plains
9. The Ripper
10. Diamonds And Rust
11. Devil's Child
12. Screaming For Vengeance
13. You've Got Another Thing Comin'
14. Victim Of Changes
15. Living After Midnight
16. The Green Manalishi (With the Two Prong Crown)
17. Hell Bent For Leather